# Съветско-югославски конфликт
Съветско-югославския конфликт е противопоставяне между лидерите на Югославия и Съветския съюз, което води до експулсиране на Югославия от Комунистическото информационно бюро на 28 юни 1948 г. с резолюция на Информбюро.
Според Съветския съюз разделението е причинено от нелоялността на Югославия към СССР, докато в Югославия и на Запад това е представено като националната гордост на Йосип Броз Тито и отказ да се подчини на волята на Йосиф Сталин за превръщането на Югославия в съветски сателит.
Според Йероним Перович причината е отхвърляне от Сталин на плановете на Тито за окупиране на Албания и Кралство Гърция в сътрудничество с Народна република България, за да се изключи създаването на мощен източноевропейски блок извън контрола на Москва, който ще бъде известен като Балканска федеративна република.